# بلومفيلد (نيومكسيكو)
بلومفيلد (بالإنجليزية: Bloomfield, New Mexico)‏ هي مدينة تقع في الولايات المتحدة في مقاطعة سان خوان، يوتا. يقدر عدد سكانها بـ 8,112 نسمة ومساحتها 13.1 كم2 وترتفع عن سطح البحر 1,663 متر.

## التركيبة السكانية
حدّد مكتب تعداد الولايات المتحدة بيانات التركيبة السكانية لبلومفيلد في تعداد الولايات المتحدة. في ما يلي، التركيبة السكانية حسب تعدادي 2000 و2010.

### تعداد عام 2000
بلغ عدد سكان بلومفيلد 6,417 نسمة بحسب تعداد عام 2000، وبلغ عدد الأسر 2,222 أسرة وعدد العائلات 1,709 عائلة مقيمة في المدينة. في حين سجلت الكثافة السكانية 133.3 نسمة لكل كيلومتر مربع (345.2/ميل2). وبلغ عدد الوحدات السكنية 2,446 وحدة بمتوسط كثافة قدره 50.8 لكل كيلومتر مربع (131.6/ميل2).
وتوزع التركيب العرقي للمدينة بنسبة 62.38% من البيض و0.33% من الأمريكيين الأفارقة و16.71% من الأمريكيين الأصليين و0.34% من الأمريكيين ذوي الأصول الآسيوية و0.06% من سكان جزر المحيط الهادئ و15.96% من الأعراق الأخرى و4.22% من عرقين مختلطين أو أكثر و27.51% من الهسبانيون أو اللاتينيون من أي عرق.
بلغ عدد الأسر 2,222 أسرة كانت نسبة 47% منها لديها أطفال تحت سن الثامنة عشر تعيش معهم، وبلغت نسبة الأزواج القاطنين مع بعضهم البعض 55.9% من أصل المجموع الكلي للأسر، ونسبة 15.5% من الأسر كان لديها معيلات من الإناث دون وجود شريك، بينما كانت نسبة 5.6% من الأسر لديها معيلون من الذكور دون وجود شريكة وكانت نسبة 23.1% من غير العائلات. تألفت نسبة 19.7% من أصل جميع الأسر من عدة أفراد يعيشون في نفس المنزل ونسبة 7.4% كانت تتألف من شخص يعيش بمفرده يبلغ من العمر 65 عاماً أو أكثر. وبلغ متوسط حجم الأسرة المعيشية 2.85، أما متوسط حجم العائلات فبلغ 3.26.
بلغ العمر الوسطي للسكان 31.4 عاماً. وكانت نسبة 32.4% من القاطنين تحت سن الثامنة عشر، وكانت نسبة 9.7% بين الثامنة عشر والرابعة والعشرين عاماً، ونسبة 27% كانت واقعةً في الفئة العمرية ما بين الخامسة والعشرين والرابعة والأربعين عاماً، ونسبة 20.6% كانت ما بين الخامسة والأربعين والرابعة والستين، ونسبة 8.9% كانت ضمن فئة الخامسة والستين عاماً فما فوق. يوجد لكل 100 أنثى 91.5 ذكر، ويوجد لكل 100 أنثى في الثامنة عشر من عمرها فما فوق 89.6 ذكر.
بلغ متوسط دخل الأسرة في المدينة 32,905 دولارًا، أما متوسط دخل العائلة فبلغ 34,760 دولارًا. وكان متوسط دخل الذكور 29,144 دولارًا مقابل 19,203 دولارًا للإناث. وسجل دخل الفرد الخاص بالمدينة 14,424 دولارًا. وكانت نسبة 15.2% من العائلات ونسبة 14.7% من السكان تحت خط الفقر، وكان من هؤلاء نسبة 19.3% تحت سن الثامنة عشر ونسبة 13.6% في الخامسة والستين من العمر وما فوق.

### تعداد عام 2010
بلغ عدد سكان بلومفيلد 8,112 نسمة بحسب تعداد عام 2010، وبلغ عدد الأسر 2,852 أسرة وعدد العائلات 2,038 عائلة مقيمة في المدينة. في حين سجلت الكثافة السكانية 168.5 نسمة لكل كيلومتر مربع (436.4/ميل2). وبلغ عدد الوحدات السكنية 3,100 وحدة بمتوسط كثافة قدره 64.4 لكل كيلومتر مربع (166.8/ميل2).
وتوزع التركيب العرقي للمدينة بنسبة 67.32% من البيض و0.62% من الأمريكيين الأفارقة و18.27% من الأمريكيين الأصليين و0.44% من الأمريكيين ذوي الأصول الآسيوية و0.02% من سكان جزر المحيط الهادئ و9.81% من الأعراق الأخرى و3.51% من عرقين مختلطين أو أكثر و31.69% من الهسبانيون أو اللاتينيون من أي عرق.
بلغ عدد الأسر 2,852 أسرة كانت نسبة 41.6% منها لديها أطفال تحت سن الثامنة عشر تعيش معهم، وبلغت نسبة الأزواج القاطنين مع بعضهم البعض 48.1% من أصل المجموع الكلي للأسر، ونسبة 15.7% من الأسر كان لديها معيلات من الإناث دون وجود شريك، بينما كانت نسبة 7.6% من الأسر لديها معيلون من الذكور دون وجود شريكة وكانت نسبة 28.5% من غير العائلات. تألفت نسبة 23.4% من أصل جميع الأسر من عدة أفراد يعيشون في نفس المنزل ونسبة 10.1% كانت تتألف من شخص يعيش بمفرده يبلغ من العمر 65 عاماً أو أكثر. وبلغ متوسط حجم الأسرة المعيشية 2.81، أما متوسط حجم العائلات فبلغ 3.31.
بلغ العمر الوسطي للسكان 31.7 عاماً. وكانت نسبة 30.2% من القاطنين تحت سن الثامنة عشر، وكانت نسبة 9.5% بين الثامنة عشر والرابعة والعشرين عاماً، ونسبة 25.7% كانت واقعةً في الفئة العمرية ما بين الخامسة والعشرين والرابعة والأربعين عاماً، ونسبة 23% كانت ما بين الخامسة والأربعين والرابعة والستين، ونسبة 11.6% كانت ضمن فئة الخامسة والستين عاماً فما فوق. وتوزع التركيب الجنسي للسكان بنسبة 49% ذكور و51% إناث.